# Quốc lộ 21B
Quốc lộ 21B là tuyến đường bộ cấp quốc gia của Việt Nam.

## Hướng tuyến
Quốc lộ 21B hiện nay có điểm đầu tại nút giao Ba La (Hà Đông, Hà Nội) và điểm cuối ở nút giao với quốc lộ 1 (Km 278+200 QL1) thành phố Tam Điệp (Ninh Bình). Đây là tuyến quốc lộ kết nối các đô thị lớn như: Hà Đông - Phủ Lý - Nam Định.
Khởi đầu từ ngã ba giao cắt với Quốc lộ 6 tại Phú Lãm, quận Hà Đông. Quốc lộ 21B chạy theo hướng Bắc-Nam, phía tả ngạn sông Đáy; qua các thị trấn Kim Bài huyện Thanh Oai, Vân Đình huyện Ứng Hòa của Hà Nội; các đô thị Quế thị xã Kim Bảng, thành phố Phủ Lý của tỉnh Hà Nam và trở thành tuyến đường nối 2 thành phố Phủ Lý - Nam Định. Khi qua cầu Đò Quan (Nam Định) quốc lộ 21B đi về phía Nam xuyên các huyện Nam Trực, Trực Ninh, Hải Hậu, Nghĩa Hưng của Nam Định. Từ thị trấn Quỹ Nhất Quốc lộ 21B đổi hướng chính Tây Bắc và vượt sông Đáy vào địa phận tỉnh Ninh Bình. Trên tỉnh Ninh Bình, quốc lộ 21B đi từ đê Quang Thiện theo đường Lạc Thiện tới sông Ân đi bên kia sông so với quốc lộ 10, qua đô thị Phát Diệm, đi dọc đê xã Tân Thành tới Lồng, theo đường 480E xuyên hồ Yên Thắng và kết thúc tại thành phố Tam Điệp.
Tổng chiều dài tuyến Quốc lộ 21B sau khi xây dựng khoảng 210 km, tuy nhiên thực tế cự ly từ điểm đầu Hà Đông đến điểm cuối Tam Điệp chỉ khoảng ~120 km theo đường ô tô nếu đi theo các tuyến đường giao thông khác.

## Kết nối
Quốc lộ 21B có kết nối với Quốc lộ 38 tại Chợ Dầu (Kim bảng) và các tỉnh lộ 427, 429, 425, 428, 498,... và gặp các tuyến quốc lộ khác như: Quốc lộ 10, quốc lộ 12B, Quốc lộ 1.
Quốc lộ 21B trên từng đoạn có vai trò quan trọng trong việc kết nối giao thông như: giữa 2 thành phố Phủ Lý và Nam Định; giữa thành phố Nam Định và đô thị Thịnh Long cũng như kết nối 2 đô thị Phát Diệm (Ninh Bình) và Thịnh Long (Nam Định) tới thành phố Tam Điệp.
Đây cũng là tuyến đường bộ chủ yếu nối trung tâm Hà Nội với thắng cảnh Chùa Hương và sẽ được nâng cấp trong giai đoạn tới để nối liền chuỗi du lịch tâm linh: trục Mỹ Đình- Chùa Hương - chùa Bái Đính.
Có một tuyến quốc lộ khác gần giống Quốc lộ 21B là Quốc lộ 21A. Quốc lộ 21A là một tuyến giao thông khác chạy từ thị xã Sơn Tây qua Xuân Mai, Chi Nê (một số đoạn trùng với đường Hồ Chí Minh), Phủ Lý, Nam Định - Cổ Lễ - Lạc Quần tới bãi biển Hải Thịnh, huyện Hải Hậu (Nam Định).